# Fermion
Fermionoknak nevezzük a feles vagy félegész (1/2; 3/2; 5/2…) spinű elemi részecskéket. Azonos részecskék esetén teljesen antiszimmetrikus kvantumállapotot alkotnak. Teljesül rájuk a Pauli-elv, amely szerint nem lehet két azonos részecske azonos kvantumállapotban, szemben a bozonokkal. A fermionokat Enrico Fermiről nevezték el. Adott hőmérsékleten egy energiaszint átlagos betöltöttségét fermionok esetén a Fermi–Dirac-statisztika határozza meg.
Minden elemi részecske vagy fermion, vagy bozon. Az anyagi részecskék fermionok, a közvetítő részecskék és a Higgs-bozon pedig bozonok.
A Pauli-elv felelős az elektronhéjak stabilitásáért, s így a kémia létezéséért, vagy a degenerált anyag stabilitásáért extrém nagy nyomás esetén (például neutroncsillag).
Példák fermionokra:
| Részecske            | spin (h/(2π)) |
| -------------------- | ------------- |
| elektron             | 1/2           |
| kvarkok              | 1/2           |
| proton               | 1/2           |
| neutron              | 1/2           |
| Δ részecske (barion) | 3/2           |
| neutrínó             | 1/2           |